# Jez Treh sotesk
Jez Treh sotesk (poenostavljeno kitajsko 三峡大坝; tradicionalno kitajsko 三峽大壩; pinjin: Sānxiá Dàbà) je največji hidroelektrični jez na svetu, ki leži na najdaljši reki v Aziji - Jangceju. Jez leži v Sandoupingu (Jičang, provinca Hubej, Ljudska republika Kitajska). Dolg je 2039 m in visok 185 metrov. Je hkrati tudi največja elekrarna na svetu z 32 turbinami (700MW vsaka), in dvema 50 MW, skupno 22.500 MW.
Leta 2012 je bila proizvedena količina električne energija primerjliva z jezom Itaipu (moči 14.000 MW)Jez je namenjen trem namenom: generiranju velikih količin elektrike, preprečevanju poplav in razšrijenju vodnih poti.

## Gradnja
S projektom, vrednim 25 milijard dolarjev, so kitajske oblasti pričele leta 1993. Z gradnjo so pričeli leta 1997 in ga končali 20. maja 2006. Popolnoma operativen je jez šele od 4. julija 2012, ko so zagnali zadnjo turbino. V jez je bilo vgrajeno 27,5 milijona kubičnih metrov betona. Med gradnjo je umrlo 100 delavcev.

### Posledice
1. junija 2003 so pričeli polniti veliko akumulacijsko jezero, ki je dolgo 660 km. Pod vodo je ostalo 632 kvadratnih kilometrov ozemlja, prekrilo okoli 1300 arheoloških najdišč in območje Treh sotesk. Potopljenih je bilo okoli 1200 vasi in manjših mest, zaradi česar so morali preseliti okoli 1,3 milijona ljudi.
Kitajska vlada ocenjujeo stroške na 22,5 milijard ameriških dolarjev. Investicija naj bi se povrnila po desetih letih